# Saulo Sarmiento
Saulo Sarmiento (Las Palmas de Gran Canaria, 13 de agosto de 1987), é um acrobata, dançarino e artista circense espanhol. . Ele se apresentou com o Cirque du Soleil e apareceu no Britain's Got Talent e La France a un incroyable talent.

## Biografia

### Vida artística
Ao La Nacion da Costa Rica, Saulo admitiu que "A cada minuto da minha vida tenho investido para me tornar um artista", e que após descobrir um dvd do Cirque du Soleil e assistir por 4 vezes seguidas para decorar cada movimento dos artistas, Saulo garantiu para seus pais, dizendo: "Olha pai, olha mãe, acabou o vôlei e acabou a natação. Quero fazer ginástica esportiva para ser um acrobata de circo e não qualquer circo, mas o Cirque du Soleil". Para Saulo, "a base do circo é o risco. Fazer coisas que ninguém faz, é disso que se trata o circo", por isso exige de si mesmo cuidado com o corpo e com a alimentação para diminuir as chances de acidente, mas admitindo o risco de sua profissão.

### Início
Ele começou o treinamento de ginástica aos 13 anos, mas seus primeiros passos, foram aos 12 anos, ao descobrir um DVD do Cirque du Soleil, que o motivou a querer ser acrobata. Fez parte da equipa de ginástica das Canárias, com a qual participou em competições internacionais e em vários festivais, Foi uma boa base para atingir o seu objetivo, mas, como diz, “não era o que procurava”.
Decidido a se formar como artista, decidiu se mudar para Madrid, onde trabalhou em discotecas como animador e acrobata até conhecer o seu primeiro mentor e professor, Luka Yexi, na dança real, trabalhando durante vários anos em espectáculos musicais, eventos e programas de televisão.

### Carreira
Com a formação em dança e ginástica, as portas do mundo circense começaram a abrir e Saulo mudou-se para Paris para trabalhar na companhia Les Farfadais. Com eles aprendeu muito sobre o circo e pôde viajar por todo o mundo, tornando-se um acrobata especialista em acrobacias aéreas. Além de conhecer uma das pessoas mais influentes na sua carreira, Giuliano Peparino, que abriu as portas da Casa da Água Dançante, em Macau na China e de um conhecido programa de televisão italiano, o Amici.
Seu próximo passo foi se tornar um artista solo de ato único com o qual ele pode viajar pelo mundo. Para o qual criou uma nova técnica e aparelho, a diagonal e a vara voadora, tornando-se campeão da França de Pole Dance em 2011 e do mundo de Pole Artist em 2012. Entre 2013 e 2014 alcançando os dois anos mais importantes de sua carreira, quando conquistou a medalha de bronze no mais importante festival de circo do mundo, o Festival Mondial du Cirque de Demain, e o prêmio do ano do Cirque du Soleil, entre outros reconhecimentos.
Saulo Sarmiento ganhou popularidade em programas de televisão como Britain's Got Talent e La France a un incroyable talent, atualmente trabalha para o Cirque du Soleil, com quem está em turnê. Sarmiento também se tornou treinador para ensinar aos outros tudo o que sabe e o faz como treinador para grandes empresas especializadas em Pólo e Pólo Voador.

### Vida pessoal
Sarmiento fala castelhano, inglês e francês, e é formado em Educação Física curso realizado em Madrid. Sobre o condicionamento físico, Sarmiento relatou ao Queerty que ele não come muito antes de dormir e mistura um circuito fitness cardiovascular com musculação com pesos e aulas de ioga.